# Federico Valignani
Federico Valignani (né à  Chieti en 1700 et mort à Torrevecchia Teatina en 1754) est un littérateur italien.

## Biographie
Federico Valignani nait à Chieti vers la fin du XVIIe siècle. Il étudie successivement à Naples et à Rome. À la mort de son père, il voyage quelque temps en Italie, puis il revient dans son pays. En 1723, il devient président de la chambre royale dite de « cape et d’épée», fonctions qu’il doit à la protection de son oncle le pape Innocent XIII. Toutefois, il y a un conflit entre lui et ses collègues ; il demande alors un congé pour se rendre à Vienne. C’est à l’époque où Charles de Bourbon monte sur le trône ; il est permis à Valignani de rester à Naples, mais on ne lui rend pas ses fonctions. Il se retire alors au sein de sa famille et se voue uniquement aux lettres. Il meurt le 8 décembre 1754.

## Œuvres
- Dialogue sur le style de Pétrarque et du Marino, Chieti, 1720 ;
- Poésies, Rome, 1722, in-8° ;
- Centurie de sonnets historiques, Naples, 1729, in-8° ;
- Réflexions sur le livre intitulé Lettres judaïques, Lucques, 1741 ;
- Panégyrique et poésies au sujet de Charles de Bourbon, et opuscules divers, Naples, 1751, in-8°.